# トランス (分子生物学)
分子生物学におけるトランス（Trans-）とは、「異なる分子の間で機能する」の意味である。「トランスに働く(機能する)」（英：Trans-acting）、「トランス・エレメント(要素)」（英：Trans-element）などの用法がある。対義語はシス。一般に、標的遺伝子に対してその発現に影響を与えるような、別の遺伝子（必ずしも別のDNA分子上になくてもよい）もしくはその遺伝子発現の産物であるRNAまたはタンパク質を指す用語である。トランス因子は標的遺伝子と同じ分子上にあるシス因子、または他のトランス因子を介して機能する。
転写においては、標的遺伝子の転写を調節するRNAまたはタンパク質、もしくはそれをコードする遺伝子をトランス要素という。タンパク質の場合は一般に転写因子という。このような発現産物が標的遺伝子と同じ染色体上にあるシス因子（オペレーター、エンハンサーやプロモーター等）に結合することにより、標的遺伝子の転写に影響を与える。
またmRNAの安定性や翻訳に影響を与えるトランス因子としても、種々のタンパク質因子のほか、miRNAなどのRNA因子が知られる。